# مامادو ترائوره
مامادو ترائوره (انگلیسی: Mamadou Traoré؛ زادهٔ ۳ اکتبر ۱۹۹۴) بازیکن فوتبال اهل مالی است.
از باشگاه‌هایی که در آن بازی کرده است می‌توان به باشگاه فوتبال عمرانیه‌اسپور اشاره کرد.
وی همچنین در تیم ملی فوتبال مالی بازی کرده است.